# Kolponomos
Kolponomos je izumrli rod morskih medvjeda koji je živio za vrijeme miocena, prije oko 20 milijuna godina.
Opisao ga je 1960. Ruben A. Stirton, paleontolog u Američkom muzeju prirodne povijesti prema djelomičnoj lubanji i vilici nađenih na Olimpijskom poluotoku. Stirton je mislio da fosilni nalaz pripada porodici rakuna, ali fosilni nalazi Douglasa Emlonga pokazali su da pripada porodici medvjeda.

## Opis
Vrste Kolponomos imale su spuštene njuške i široke, jake kutnjake koji bi odgovarali prehrani morskim beskralješnjacima s tvrdom ljuskom, a njihove uske njuške i naprijed usmjerene oči ukazuju da su imali stereoskopski vid. ☃☃ Velakhvatišta i mišića vrata i robusne kosti stopalu a kombacijije s ovim značajkama sugeriraju da je Kolponomos ispunio jedinstvenu nišu među morskim zvijerima, kojoj je danas bliska samo vrlo daleka srodnica morska vidra. Međutim, zbog nedostatka cjelovitog kostura teško je zaključivati o ostalim prilagodbama ovog roda.
Na temelju poznate lubanje i čeljusti, može se zaključiti da je Kolponomos je konvergentno razvio značajke donje čeljusti i zagriza koje imaju sličnosti sa suvremenim medvjedima, morskim vidrama, pa čak i sabljozubim Smilodonom. Prednji dio čeljusti postaje funkcionalni osnov uporišta i kod Kolponomosa i kod Smilodona. Ipak, morfologija zuba i oblici jakog okluzivnog trošenja zajednički su s morskom vidrom. Denticija Kolponomosa bila je manje učinkovita, ali je pokazivala veću krutost nego u morske vidre. Brian Switek napisao je da je Kolponomos grizao poput sabljozubog tigra, a hrskao poput medvjeda.

## Vanjske poveznice
- Kolponomos - The Paleobiology Database  Arhivirana inačica izvorne stranice od 10. veljače 2012. (Wayback Machine)